# Heritage Party
Die Heritage Party ist eine euroskeptische, rechtspopulistische und sozial konservative Kleinpartei im Vereinigten Königreich, die im Oktober 2020 gegründet wurde, als der damalige Abgeordnete der London Assembly, David Kurten, die UK Independence Party (UKIP) verließ, um die Partei zu gründen. Kurten war auch Mitglied der Brexit Alliance, einer euroskeptischen technischen Gruppe, die er 2018 zusammen mit seinem ehemaligen UKIP-Kollegen Peter Whittle gründete.

## Geschichte
Im Januar 2020 kündigte Kurten an, dass er bei den bevorstehenden Londoner Bürgermeisterwahlen und der Wahl zur London-Versammlung 2021 als unabhängiger Kandidat antreten werde (damals für Mai 2020 geplant, aber beide Wahlen wurden aufgrund der COVID-19-Pandemie auf 2021 verschoben). Kurten gründete die Heritage Party, die im Oktober dieses Jahres bei der Wahlkommission registriert wurde.
Im Dezember 2020 lehnte Kurten einen COVID-19-Impfstoff ab, wofür er vom konservativen Bürgermeisterkandidaten Shaun Bailey angeprangert wurde, der dies als unverantwortlich für einen gewählten Politiker ansah. Lockdowns als Reaktion auf die COVID-19-Pandemie im Vereinigten Königreich wurden von Kurten verurteilt.
Kurten kam bei der Londoner Bürgermeisterwahl 2021 mit 0,4 % der Stimmen auf Platz 15.
Bei den britischen Parlamentswahlen am 4. Juli 2024 traten die Kandidaten der Partei in 41 Wahlkreisen an: 34 in England, 1 in Schottland und 6 in Wales.

## Wahlergebnisse
Prozentergebnisse und Gesamtsitze beziehen sich auf das Vereinigte Königreich. Unterhauswahlen erfolgten durchgehend nach Mehrheitswahlrecht. Wahlen zur London-Versammlung erfolgen nach einem Mixed-Member Proportionalsystem und Wahlen zur Nordirland-Versammlung nach Präferenzwahlrecht.
| Jahr | Wahl                             | Wähler | Stimmenanteil | Sitze |
| ---- | -------------------------------- | ------ | ------------- | ----- |
| 2021 | Wahl zur London-Versammlung 2021 | 13.534 | 0,5 %         | 0/25  |
| 2022 | Nordirland-Versammlung 2022      | 128    | 0,0 %         | 0/108 |
| 2024 | Wahl zur London-Versammlung 2024 | 4.431  | 0,2 %         | 0/25  |
| 2024 | Unterhauswahl 2024               | 6.597  | 0,0 %         | 0/650 |